# Leon Gramatyk
Leon Gramatyk (łac.: Leo Grammaticus, zm. po 948) – mnich bizantyński, redaktor jednej z wersji Kroniki powszechnej.
Leon Gramatyk był mnichem żyjącym w X wieku. O jego życiu nic nie wiadomo. Pod jego imieniem zachowała się jedna z wersji Kroniki powszechnej, będącej w głównym swym zrębie dziełem Symeona Logotety i Magistra. Leon przy opracowaniu pierwszej partii Kroniki, obejmującej okres do 695 roku oparł się podobnie jak Symeon Logoteta na Epitomie Trajana Patrycjusza. O ile jednak Symeon korzystał z redakcji A tej kroniki, Leon wykorzystał obydwie redakcję A i B. Okres do 610 roku uzupełnił ponadto informacjami zaczerpniętymi z kroniki Jana Antiochijczyka. Pracę Symeona Logotety, doprowadzoną do roku 842, Leon uzupełnił do 948. Zakłada się więc, że zmarł po tej dacie. Wersja Kroniki powszechnej Leona Gramatyka doczekała się uzupełnienia do 1013 roku.